# La Goulette (délégation)
La Goulette est une délégation tunisienne dépendant du gouvernorat de Tunis.
En 2004, elle compte 28 407 habitants dont 14 453 hommes et 13 954 femmes répartis dans 7 327 ménages et 8 638 logements.

## Subdivisions administratives
Cette délégation est subdivisée en cinq imadas (secteurs) :
| Imada              | Population (2004) |
| ------------------ | ----------------- |
| La Goulette        | 4 645             |
| La Goulette Casino | 5 179             |
| Khéireddine        | 3 901             |
| Taïeb Mhiri        | 11 664            |
| Cité Essalama      | 3 018             |